# Вайтгорс
Вайтгорс (англ. Whitehorse — «білий кінь») — столиця та найбільший населений пункт території Юкон у Канаді.

## Розташування
Вайтгорс знаходиться на перетині річки Юкон та Шосе Аляска (англ. Alaska Highway) в південній частині Території Юкон. Столицю Юкону перенесли з Довсон-Сіті (англ. Dawson City) у Вайтгорс у 1953 після будівництва Клондайкського шосе (англ. Klondike Highway).

## Населення
За даними перепису 2011 року у Вайтгорсі мешкало 23276 осіб, у ньому проживає приблизно 75 % населення території Юкон. Середній вік мешканців міста становив 37,1 року. Близько 20 тисяч містян спілкуються вдома англійською мовою, трохи більше 1 тисячі — французькою, понад 300 — німецькою. 90 % мешканців міста — нащадки вихідців з Європи.
Вайтгорс названо за однойменною швидкою річкою Вайт-Горс-Рапідс (англ. White Horse rapids), яка протікала через містечко до будівництва греблі біля міста (з будівництвом греблі річка перемінилася на озеро).
Місто стало значним центром за часів Золотої лихоманки на Алясці (англ. Klondike Gold Rush).

## Клімат
Місто Вайтгорс має гірський клімат — гірська тундра з арктичною рослинністю, і належить до екозони Північноамериканських Кордильєр (англ. Boreal Cordillera Ecozone).
| Клімат Вайтгорса            | Клімат Вайтгорса | Клімат Вайтгорса | Клімат Вайтгорса | Клімат Вайтгорса | Клімат Вайтгорса | Клімат Вайтгорса | Клімат Вайтгорса | Клімат Вайтгорса | Клімат Вайтгорса | Клімат Вайтгорса | Клімат Вайтгорса | Клімат Вайтгорса | Клімат Вайтгорса |
| Показник                    | Січ.             | Лют.             | Бер.             | Квіт.            | Трав.            | Черв.            | Лип.             | Серп.            | Вер.             | Жовт.            | Лист.            | Груд.            | Рік              |
| Абсолютний максимум, °C     | 9,0              | 11,7             | 11,7             | 20,6             | 34,1             | 34,4             | 32,8             | 31,6             | 26,7             | 18,9             | 11,7             | 9,5              | 34,4             |
| Середній максимум, °C       | −13,3            | −8,6             | −0,8             | 6,4              | 13,1             | 18,5             | 20,5             | 18,5             | 12,2             | 4,3              | −5,8             | −10,6            | 4,5              |
| Середня температура, °C     | −17,7            | −13,7            | −6,6             | 0,9              | 6,9              | 11,8             | 14,1             | 12,5             | 7,1              | 0,6              | −9,4             | −14,9            | −0,7             |
| Середній мінімум, °C        | −22              | −18,7            | −12,3            | −4,6             | 0,7              | 5,1              | 7,7              | 6,3              | 2,0              | −3,1             | −13              | −19,1            | −5,9             |
| Абсолютний мінімум, °C      | −52,2            | −51,2            | −40,6            | −29,4            | −11,7            | −2,8             | −0,5             | −4,4             | −19,4            | −31,1            | −40,6            | −47,8            | −52,2            |
| Норма опадів, мм            | 16.7             | 11.4             | 10.4             | 7.0              | 15.2             | 30.3             | 41.4             | 39.4             | 34.1             | 23.8             | 19.2             | 18.5             | 267.4            |
| --------------------------- | ---------------- | ---------------- | ---------------- | ---------------- | ---------------- | ---------------- | ---------------- | ---------------- | ---------------- | ---------------- | ---------------- | ---------------- | ---------------- |
| Джерело: Environment Canada |                  |                  |                  |                  |                  |                  |                  |                  |                  |                  |                  |                  |                  |

## Галерея

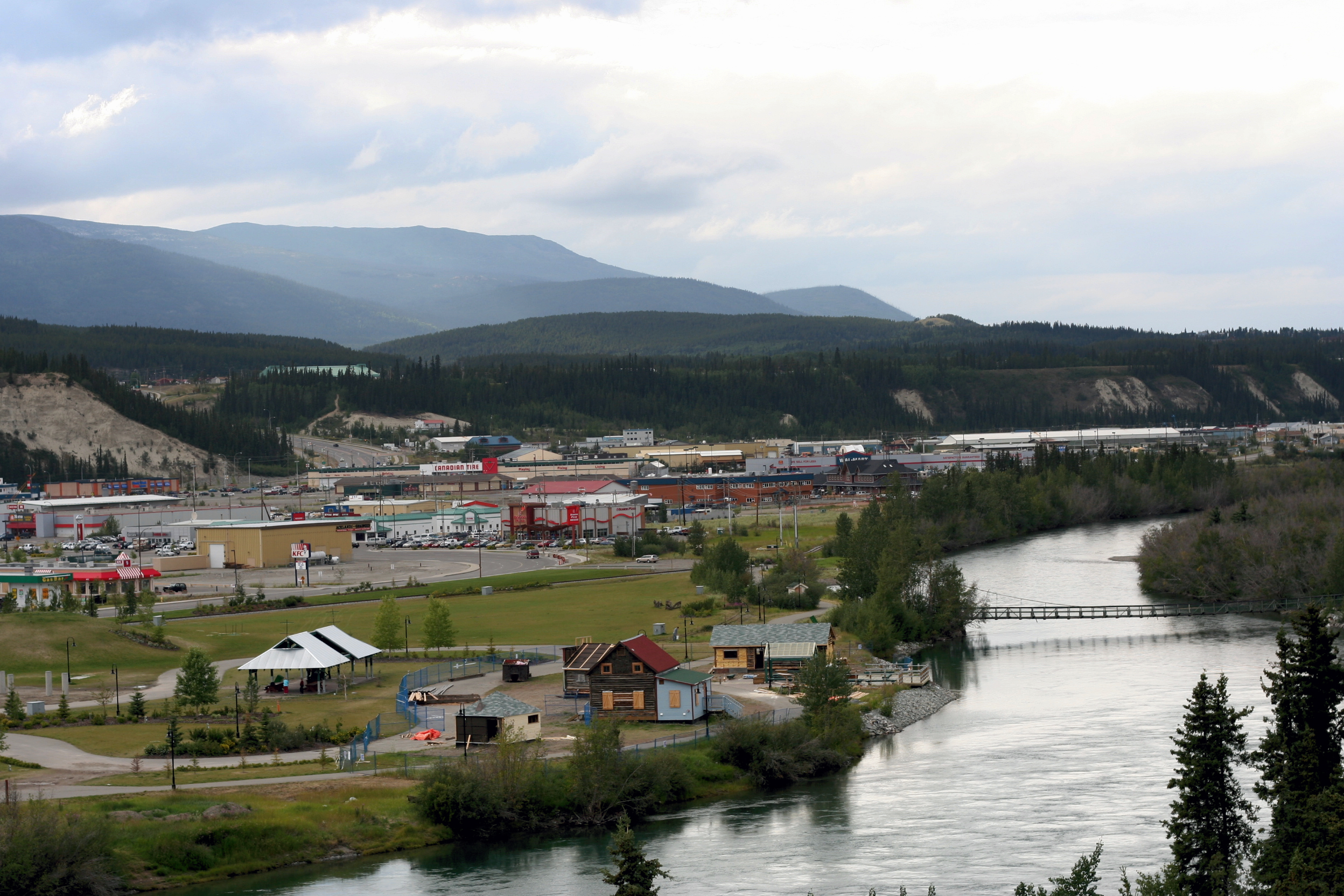
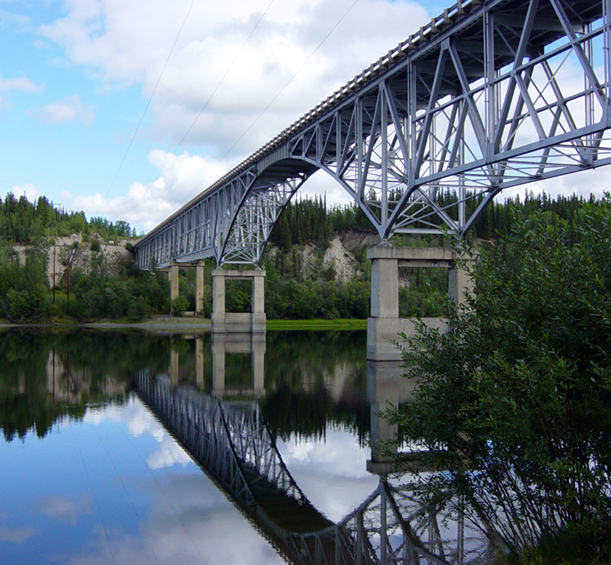
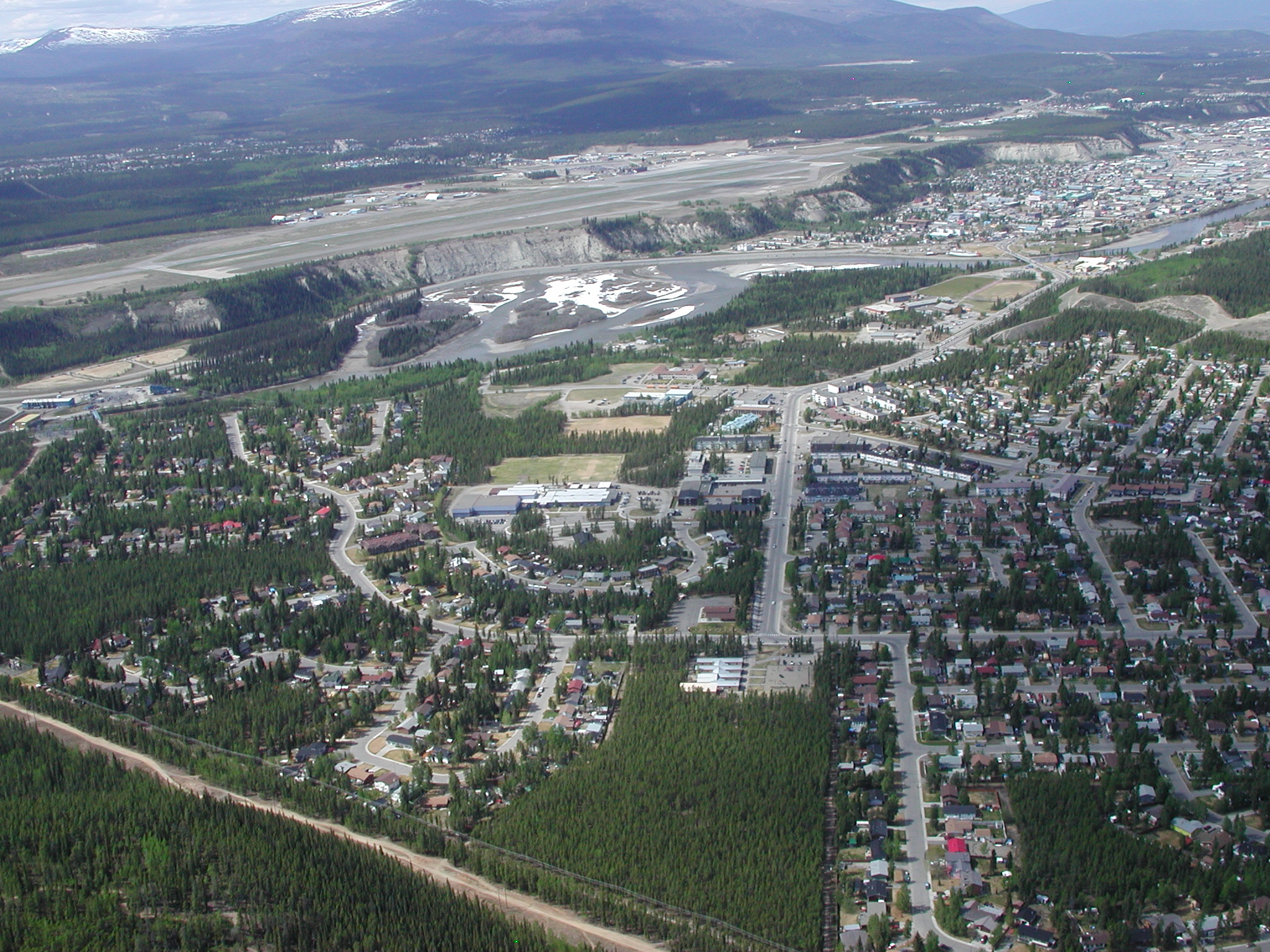
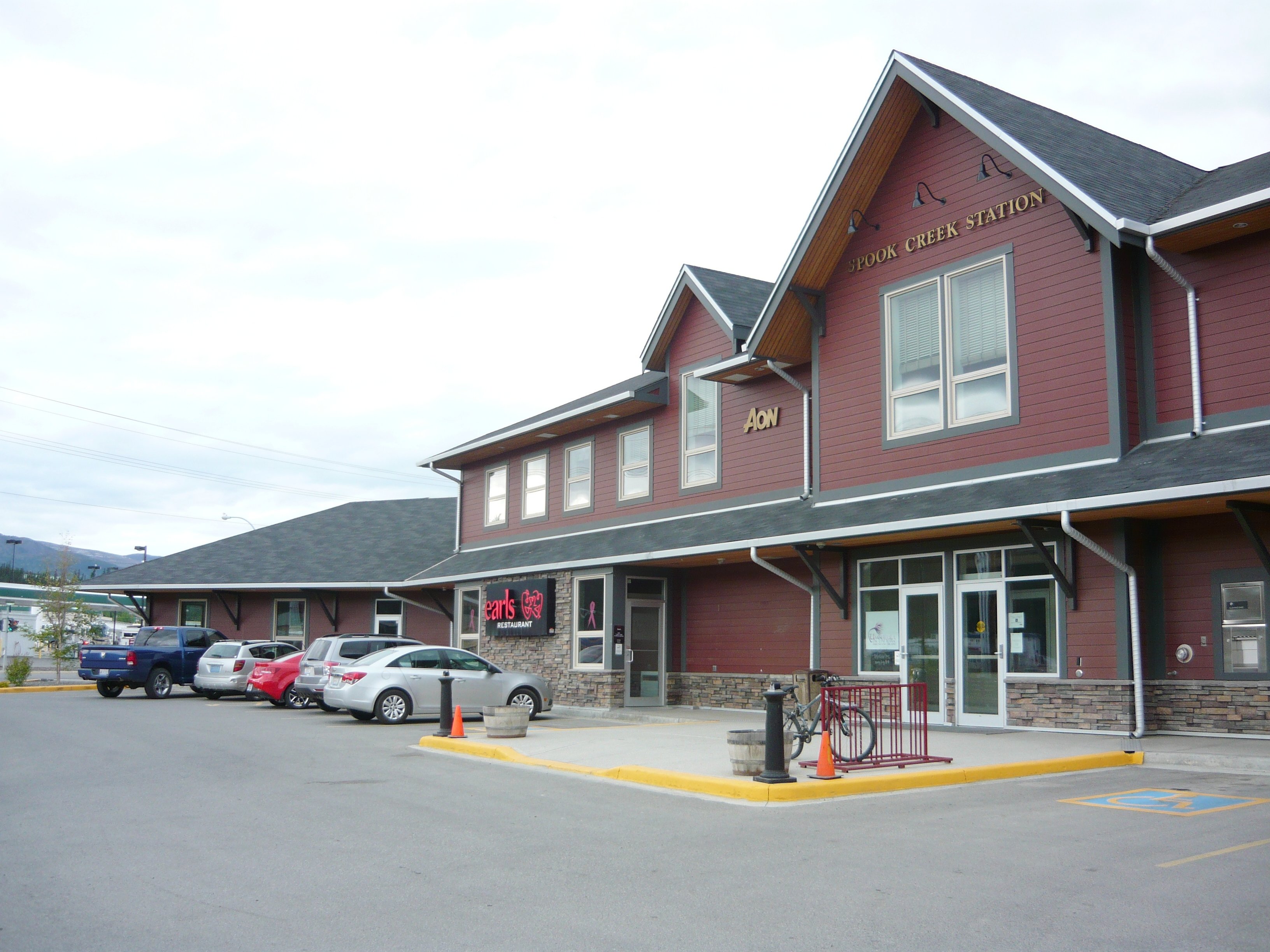
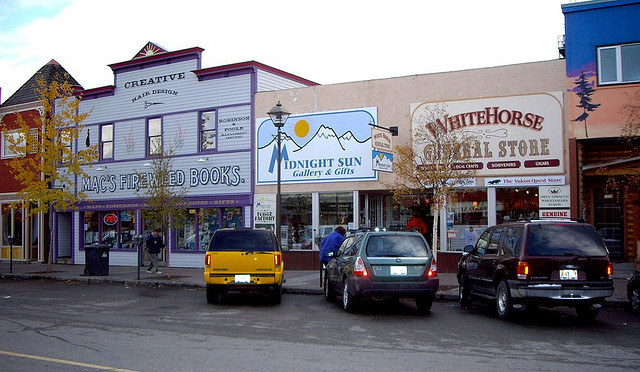